# 村瀬継蔵
村瀬 継蔵（むらせ けいぞう、1935年〈昭和10年〉10月5日 - 2024年〈令和6年〉10月14日）は、怪獣などのぬいぐるみ（着ぐるみ）、造形物製作者。造形美術会社「有限会社ツエニー」会長。北海道池田町出身。瑞穂町を拠点に活動している。

## 経歴
23歳で上京して1957年（昭和32年）にアルバイトとして東宝の特殊美術に参加し、1958年（昭和33年）に東宝へ正式に入社すると、同年の『大怪獣バラン』や、1963年（昭和38年）の『マタンゴ』などの着ぐるみ造形を助手として手がける。
1965年（昭和40年）には、知人の劇団へ移籍するという形で五社協定を乗り越え、大映初の怪獣映画となる『大怪獣ガメラ』も手がけた。この仕事をきっかけに東宝から独立してエキスプロダクションの設立に参加し、テレビの『快獣ブースカ』や『キャプテンウルトラ』などを担当した後、1967年（昭和42年）には韓国初の怪獣映画『大怪獣ヨンガリ』、1969年（昭和44年）には台湾映画『乾坤三決斗』の造形も手がけている。
1970年（昭和45年）に開催された日本万国博覧会では、テーマ館「太陽の塔」の内部に建つ「生命の樹」に取りつけられた恐竜を、円谷英二の紹介でいくつか手がけている。
1972年（昭和47年）にはエキスプロから独立し、造形美術会社「ツエニー」を設立。折からの変身怪獣ブームに伴い、『仮面ライダー』『超人バロム・1』『ウルトラマンA』『人造人間キカイダー』『クレクレタコラ』などを手がけることになり、1976年（昭和51年）には香港のショウ・ブラザーズに招かれて『蛇王子』の造形を担当。1977年（昭和52年）には『北京原人の逆襲』の造形だけでなく、火だるまとなった北京原人が高層ビルのセットから落下する場面のスタントも演じている。その後は『帝都大戦』（1988年）や『ゴジラvsキングギドラ』（1991年）などのセットや造形を手がけた。
現在は映画、テレビ以外にも、CM映像や劇団四季の舞台造形・美術など、幅広く活躍している。
子息の村瀬直人（長男）も村瀬文継（次男）もツエニーにて造形スタッフとして活動した後、文継は独立して自身で設立した造形会社「株式会社フリース」にて活動している。2019年、継蔵がツエニーの会長に就任したことにともなって直人は継蔵から経営を引き継ぎ、代表取締役として活動している。
2023年（令和5年）10月5日には88歳の米寿を迎え、東京立川のレストランにて開催された関係者たちによる祝福イベントに登壇した。
2024年（令和6年）、第47回日本アカデミー賞 協会特別賞を受賞した。
2024年10月14日、非代償性肝硬変によって死去。89歳没。葬儀の喪主は直人が務めた。

## エピソード
東宝でアルバイトを務めたきっかけは、東宝で造形を手掛けていた八木康栄・八木勘寿兄弟と村瀬の実兄である「村瀬継雄」が知り合いであり、前任のアルバイトであった鈴木儀雄が学業により参加できなくなったため、八木兄弟から相談を受けた継雄が継蔵を紹介したことからであった。
東宝では八木兄弟に師事し、特に勘寿には世話になったという。東宝当時は安月給のため、朝食はコッペパン1個で昼食は食べず、会社から食事が出る残業の時が唯一の楽しみであったという。ある日、村瀬が昼食を食べていないことに気づいた勘寿にラーメン屋に連れて行かれ、村瀬はその時食べたラーメンの味が後年でも忘れられないと語っている。また、生活の辛さから仕事を辞めようと思っていることを勘寿に告げたところ、勘寿は「この仕事は子供たちに夢と幸せを売る商売だ」と諭され、一生の仕事として続けることを決心したという。後年には勘寿の息子である八木正夫とともにエキスプロダクションを設立したが、村瀬は正夫を手伝ったのは勘寿の遺言のようなかたちであったと述べている。
村瀬は、仕事で一番嬉しく感じたのは、『宇宙大怪獣ドゴラ』（1964年）でソフトビニールを加工してドゴラの触手を作ることに成功し、円谷英二が喜んだことであったと語っている。また、『ゴジラvsキングギドラ』（1991年）では思い入れのあるキングギドラを親子で作ることができて嬉しかったと述べている。

## 参加作品

### 映画
| 公開年 | 作品名                              | 制作               | 所属                 | 担当キャラクター                  |
| ------ | ----------------------------------- | ------------------ | -------------------- | --------------------------------- |
| 1958年 | 美女と液体人間                      | 東宝               | 東宝                 |                                   |
| 1958年 | 大怪獣バラン                        | 東宝               | 東宝                 | バラン                            |
| 1959年 | 日本誕生                            | 東宝               | 東宝                 | 八岐大蛇                          |
| 1961年 | モスラ                              | 東宝               | 東宝                 | - モスラ - 小美人                 |
| 1962年 | キングコング対ゴジラ                | 東宝               | 東宝                 | - キングコング - ゴジラ - 大ダコ  |
| 1962年 | 妖星ゴラス                          | 東宝               | 東宝                 | マグマ                            |
| 1963年 | マタンゴ                            | 東宝               | 東宝                 | マタンゴ                          |
| 1964年 | 宇宙大怪獣ドゴラ                    | 東宝               | 東宝                 | ドゴラ                            |
| 1964年 | モスラ対ゴジラ                      | 東宝               | 東宝                 | モスラ                            |
| 1964年 | 三大怪獣 地球最大の決戦             | 東宝               | 東宝                 | - ゴジラ（尾） - キングギドラ     |
| 1965年 | フランケンシュタイン対地底怪獣      | 東宝               | 東宝                 | - フランケンシュタイン - バラゴン |
| 1965年 | 大怪獣ガメラ                        | 大映               | （東宝）             | ガメラ                            |
| 1966年 | 大魔神怒る                          | 大映               | エキスプロダクション | 大魔神                            |
| 1966年 | 大魔神逆襲                          | 大映               | エキスプロダクション | 大魔神                            |
| 1966年 | ゴジラ・エビラ・モスラ 南海の大決闘 | 東宝               | エキスプロダクション | エビラ                            |
| 1967年 | 大怪獣ヨンガリ                      | 極東フィルム       | エキスプロダクション | ヨンガリ                          |
| 1969年 | 封神榜                              | （台湾映画）       | エキスプロダクション | 竜宮兵                            |
| 1969年 | 乾坤三決闘                          | （台湾映画）       | エキスプロダクション | - 人食いトラ - ワニ怪獣           |
| 1975年 | メカゴジラの逆襲                    | 東宝映像           | ツエニー             | チタノザウルス                    |
| 1976年 | 蛇王子                              | ショウ・ブラザーズ | ツエニー             | 大蛇                              |
| 1977年 | 北京原人の逆襲                      | ショウ・ブラザーズ | ツエニー             | 北京原人                          |
| 1986年 | セブンス・カース                    | （香港映画）       | ツエニー             | ゾンビ                            |
| 1991年 | ゴジラvsキングギドラ                | 東宝映画           | ツエニー             | - キングギドラ - メカキングギドラ |
| 1992年 | ゴジラvsモスラ                      | 東宝映画           | ツエニー             | モスラ（幼虫、成虫）              |
| 2019年 | 狭霧の國                            | LosGatos Works     | ツエニー             | ネブラ                            |
| 2024年 | カミノフデ ～怪獣たちのいる島～     | ツエニー           | ツエニー             | ヤマタノオロチ                    |

### テレビ
| 公開年 | 作品名             | 制作               | 所属                 | 担当したキャラクター               |
| ------ | ------------------ | ------------------ | -------------------- | ---------------------------------- |
| 1966年 | ウルトラQ          | 円谷プロダクション | 東宝                 | ゴメス                             |
| 1971年 | 仮面ライダー       | 東映               | エキスプロダクション | - 仮面ライダー1号 - サイクロン号   |
| 1972年 | 超人バロム・1      | 東映               | ツエニー             | - バロムワン - ドルゲ魔人          |
| 1972年 | ウルトラマンA      | 円谷プロダクション | ツエニー             | - ベロクロン - バキシム - ギロン人 |
| 1973年 | 流星人間ゾーン     | 東宝映像           | ツエニー             | ワルギルガー                       |
| 1973年 | クレクレタコラ     | 東宝企画           | ツエニー             | タコラほか                         |
| 1973年 | 行け! グリーンマン | 東宝企画           | ツエニー             | グリーンマン                       |